# Palloza

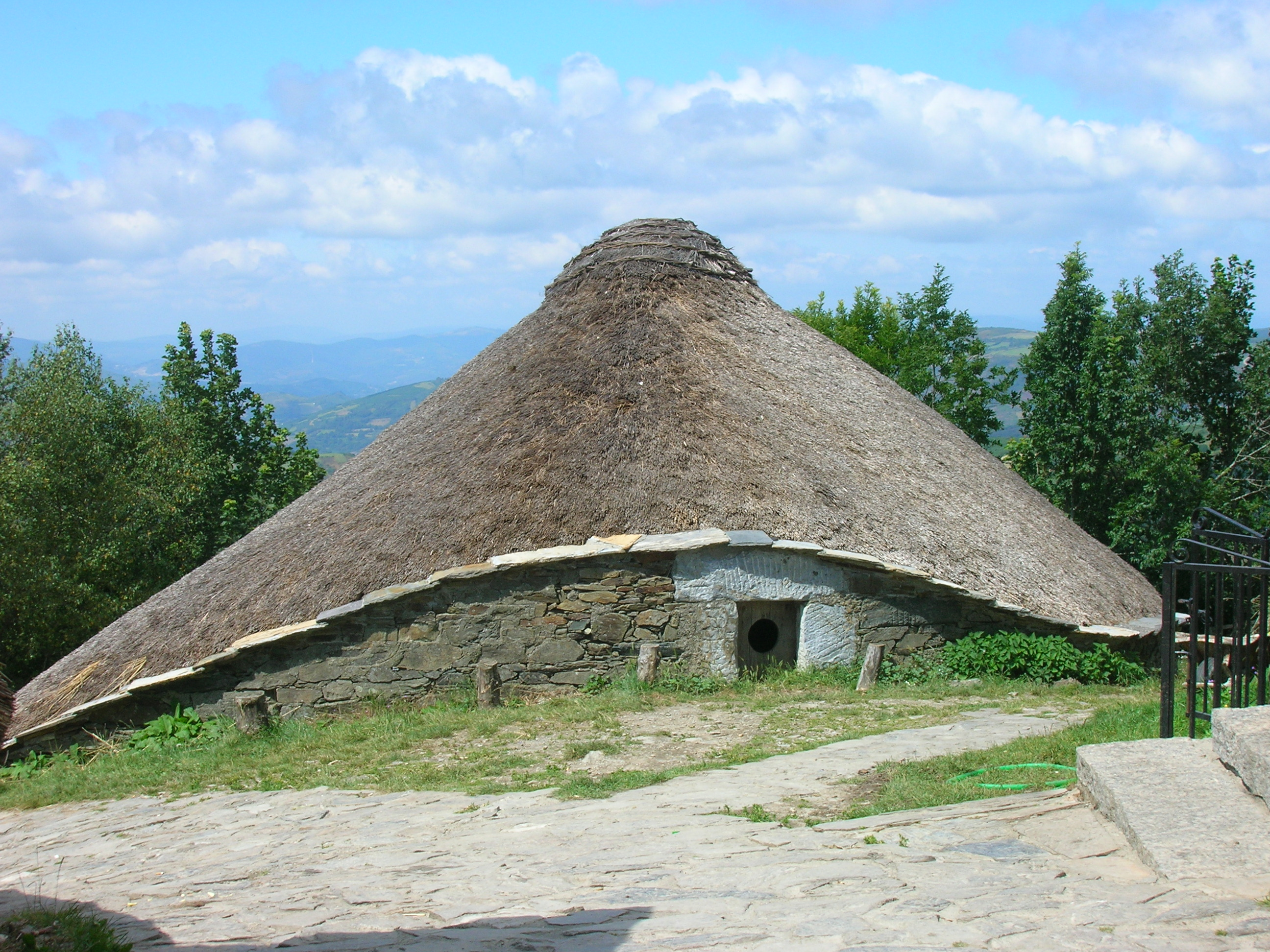
Palloza en Cebrero, en el municipio de Piedrafita. El parque etnográfico de esta población, primera etapa en suelo gallego del Camino de Santiago Francés, cuenta con varios ejemplos restaurados de la tradicional palloza, edificaciones características de la cultura prerromana que todavía se conserva en numerosos lugares.

Una palloza (también conocida como pallouza y pallaza) es una construcción tradicional del noroeste peninsular español, fundamentalmente de los Ancares leoneses y lucenses, así como de otros puntos de El Bierzo (León), algunas zonas de Lugo en Galicia, y de los valles de Furniella y de Ibias en Asturias.

## Estructura
De planta circular u oval, de entre diez y veinte metros de diámetro. Con paredes bajas de piedra y cubierta por un tejado cónico vegetal, normalmente  formado por tallos de centeno; puede llevar una cumbre o rematar un pico.

## Origen
Su origen es prerromano, presumiblemente celta. La pallozas tienen similitudes con las casas redondas de la Edad del Hierro de Gran Bretaña y con las edificaciones de la cultura castreña.
Como nota anecdótica cabe indicar que el poblado de Astérix, el galo, está compuesto, en parte, por pallozas.

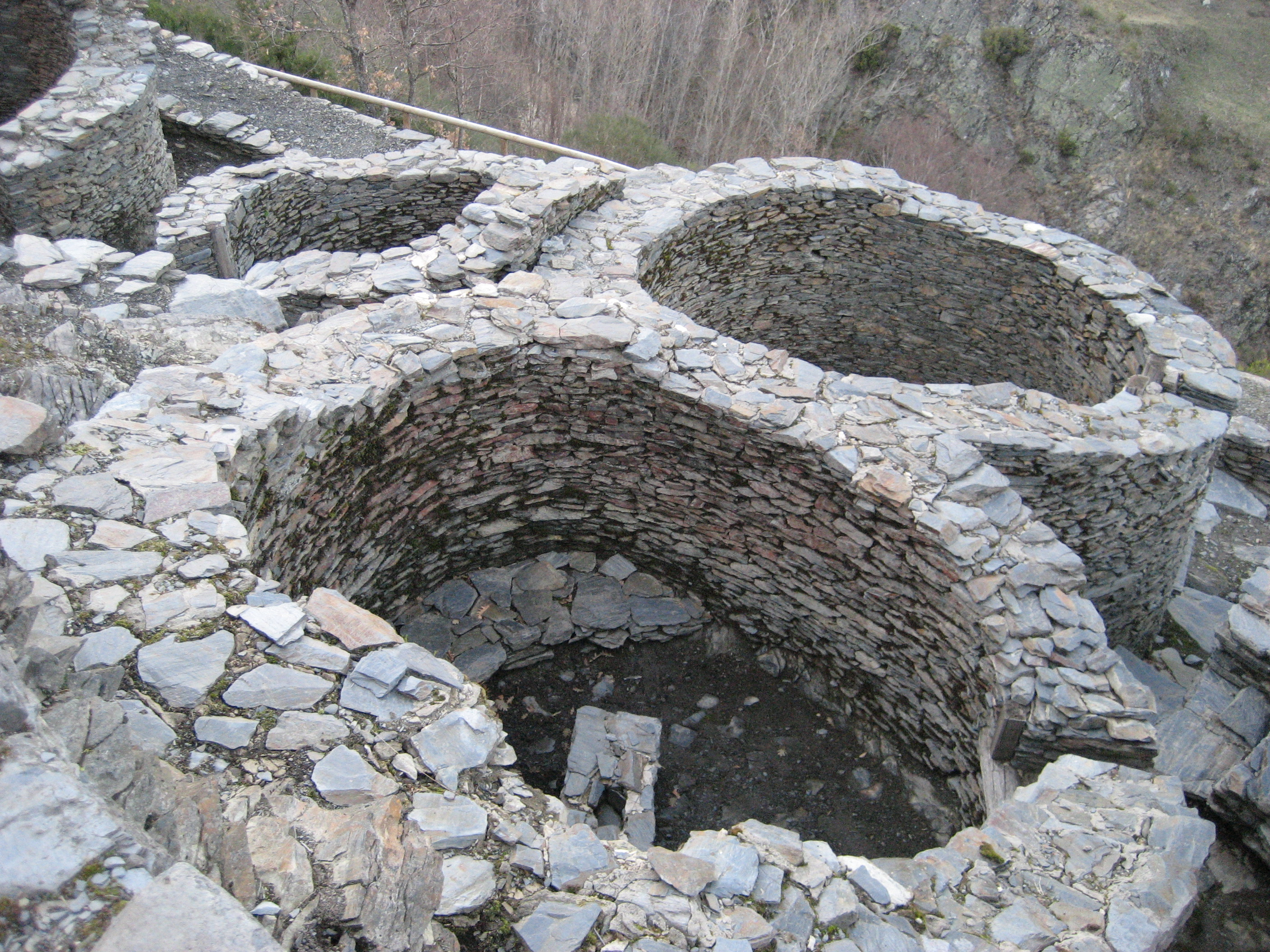
Castro de Chano, en el Valle de Furniella (municipio de Peranzanes (León). Detalle de una de las edificaciones. Dentro puede verse el hogar.

El nombre de palloza es en realidad una deformación del término gallego «pallaza», recogido por primera vez a fines del siglo XIX por etnógrafos como el alemán Fritz Krüger, refiriéndose al material con que se realizaba la techumbre de la edificación. La denominación tradicional de estas construcciones es en realidad cabanas (casas) de teito o cabanas de teitu o simplemente teitos. Esta denominación es utilizada en Asturias y León, mientras que el nombre de palloza se escucha con normalidad en Galicia. Finalmente los especialistas en el tema se han decantado por usar este nombre de palloza para denominar esta construcción tan peculiar y con características diferentes de los otros teitos entre los que se puede incluir las cabañas, los hórreos y otros edificio auxiliares.

## SiglosXXyXXI

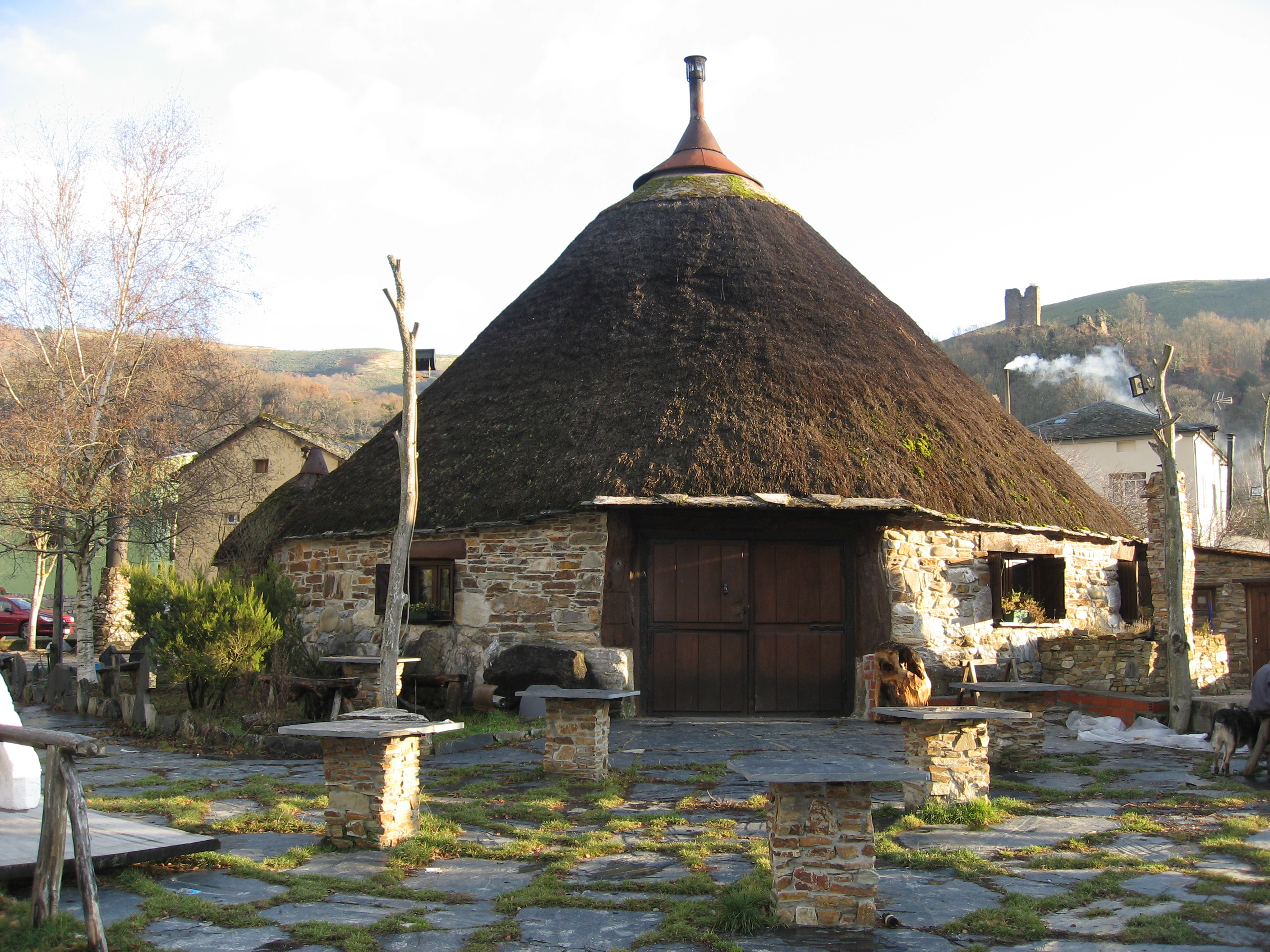
Palloza municipal en Balboa (León). Se utiliza como bar y restaurante.

Fueron utilizadas hasta la segunda mitad del siglo XX, cuando las modernas comunicaciones facilitaron la llegada de nuevos materiales de construcción a la zona.
Hoy se encuentran en algunos pueblos de la comarca de los Ancares lucenses (El Cebrero), en el valle de Ancares (Balouta), en el valle de Fornela, y en Ibias, en el occidente de Asturias. Hay que destacar el conjunto de pallozas en el pueblo berciano de Campo del Agua, destruidas en gran parte, por un gran incendio a mediados de la década de 1980, hoy en proyecto de restauración. Las más famosas quizá sean las de Piornedo, un conjunto de 14 pallozas catalogadas como Bien de Interés Cultural (BIC) y donde en una de ellas se ha establecido un museo etnográfico desde los años 1970, o la de Cantejeira, restaurada pero con su estructura original con más de 300 años de antigüedad. 
Desde hace tiempo se vienen construyendo nuevas pallozas que se usan principalmente para uso turístico, incluso en zonas muy alejadas y donde tradicionalmente no existieron.